# 瑟爾斯 (明尼蘇達州)
瑟爾斯（英語：Searles）是位於美國明尼蘇達州布朗縣的一個普查規定居民點。

## 人口
根據2020年美國人口普查的數據，瑟爾斯的面積為1.13平方千米，當中陸地面積為1.13平方千米，而水域面積為0.00平方千米。當地共有人口192人，而人口密度為每平方千米169.91人。